# Гробниці імператорів династії Мін
Гробниці імператорів династії Мін (кит.: 明 十三陵, піньїнь: Ming shisan ling, «Тринадцять мінських гробниць»)  — комплекс мавзолеїв тринадцяти імператорів китайської династії Мін (XV-XVII ст.) (починаючи з третього імператора цієї династії, Чжу Ді). Комплекс розташований на схилах гір Тяньшоу в Чанпінському районі Пекіна, за 50 км на північ від центру Пекіна.
Цей мавзолейний комплекс  — один з основних компонентів пам'ятника Всесвітньої спадщини «Гробниці імператорів династій Мін і Цін», в який також включений мавзолей Сяолін першого імператора цієї династії Чжу Юаньчжана (поблизу його столиці, Нанкіна), гробниці деяких інших мінських діячів, а також мавзолеї династії Цін в Маньчжурії і під Пекіном. Зауважимо, що другий мінський імператор, Чжу Юньвень, мавзолею не має у зв'язку з обставинами його зміщення третім імператором, Чжу Ді.
Місце для поховання було вибране імператором Чжу Ді після того, як він переніс столицю Китаю з Нанкіна до Пекіна. Йому довелося по душі те, що ділянка захищена від «згубних впливів півночі» гірським ланцюгом. Розташування імператорських могил також є класичним втіленням принципів феншуя.
Тринадцять мавзолеїв розташовані на одній ділянці, відгородженому від сторонніх очей високою стіною, і мають загальну «священну дорогу» (шеньдао), заставлену статуями реальних і міфічних тварин. 
У XX столітті три гробниці були розкриті і досліджені археологами, проте в 1989 р. археологічні дослідження на території комплексу були припинені і з тих пір не поновлювалися.